# راين سانتوس ناسيمنتو
راين سانتوس ناسيمنتو (بالبرتغالية: Rhayner) (5 سبتمبر 1990 في سيرا، إسبيريتو سانتو في البرازيل – )؛ هو لاعب كرة قدم كان يلعب كلاعب وسط.

## وصلات خارجية
- راين سانتوس ناسيمنتو على موقع رابطة كرة القدم اليابانية للمحترفين (اليابانية)
- راين سانتوس ناسيمنتو على موقع قاعدة بيانات كرة القدم.إي يو (الإنجليزية)
- راين سانتوس ناسيمنتو على موقع Soccerway.com (الإنجليزية)
- راين سانتوس ناسيمنتو على موقع عالم كرة القدم.نت (الإنجليزية)